# Claraz
Claraz est le nom d'un village en Argentine, dans la province de Buenos Aires.

## Histoire
En 1909, l'état argentin pour rendre hommage à Georges Claraz, naturaliste et explorateur suisse, nomma ce village Claraz. Le 14 novembre 2009, le centième anniversaire du village a été célébré.